# 블랙 아이보리 커피

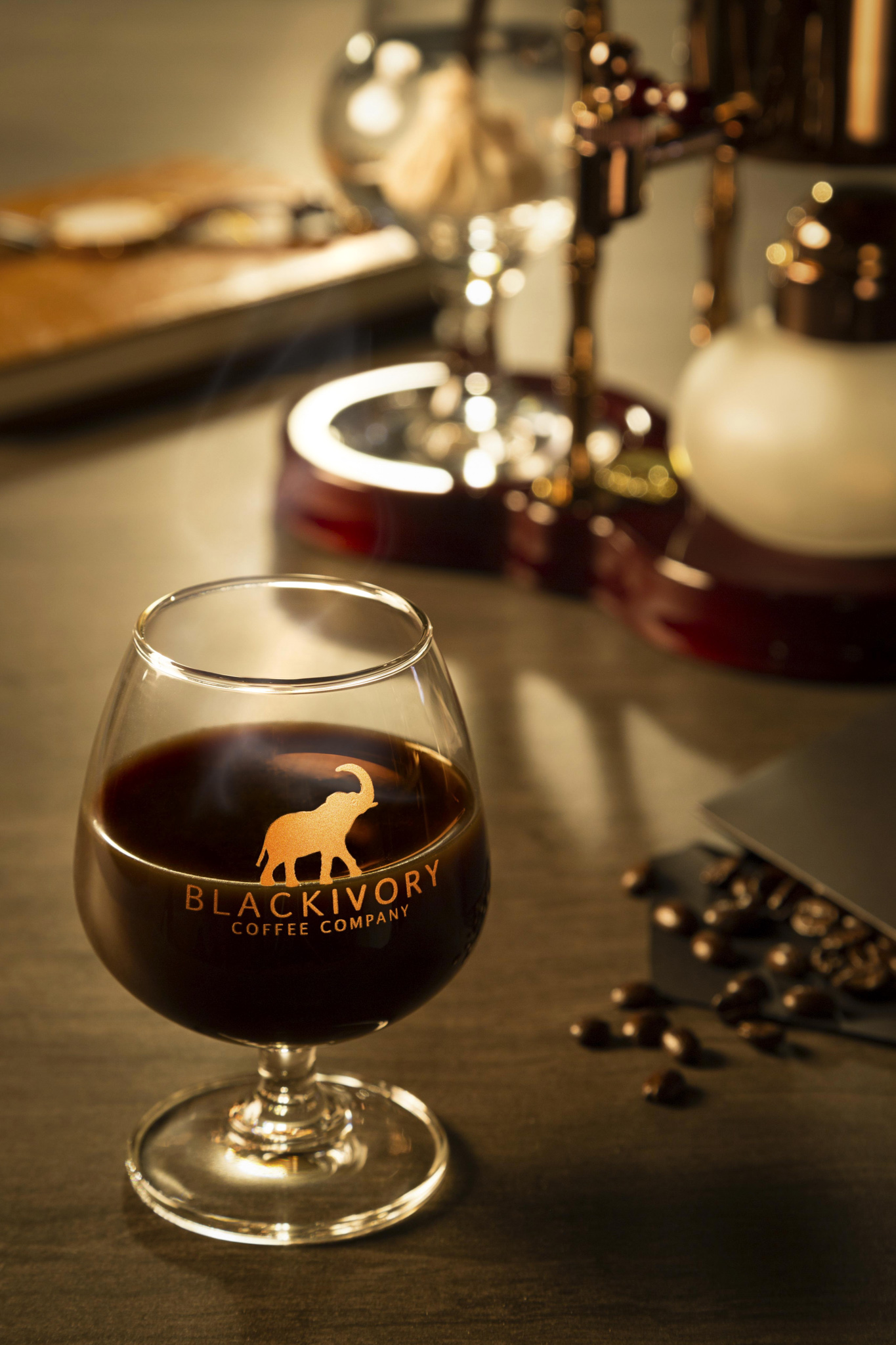
잔에 담긴 블랙 아이보리 커피

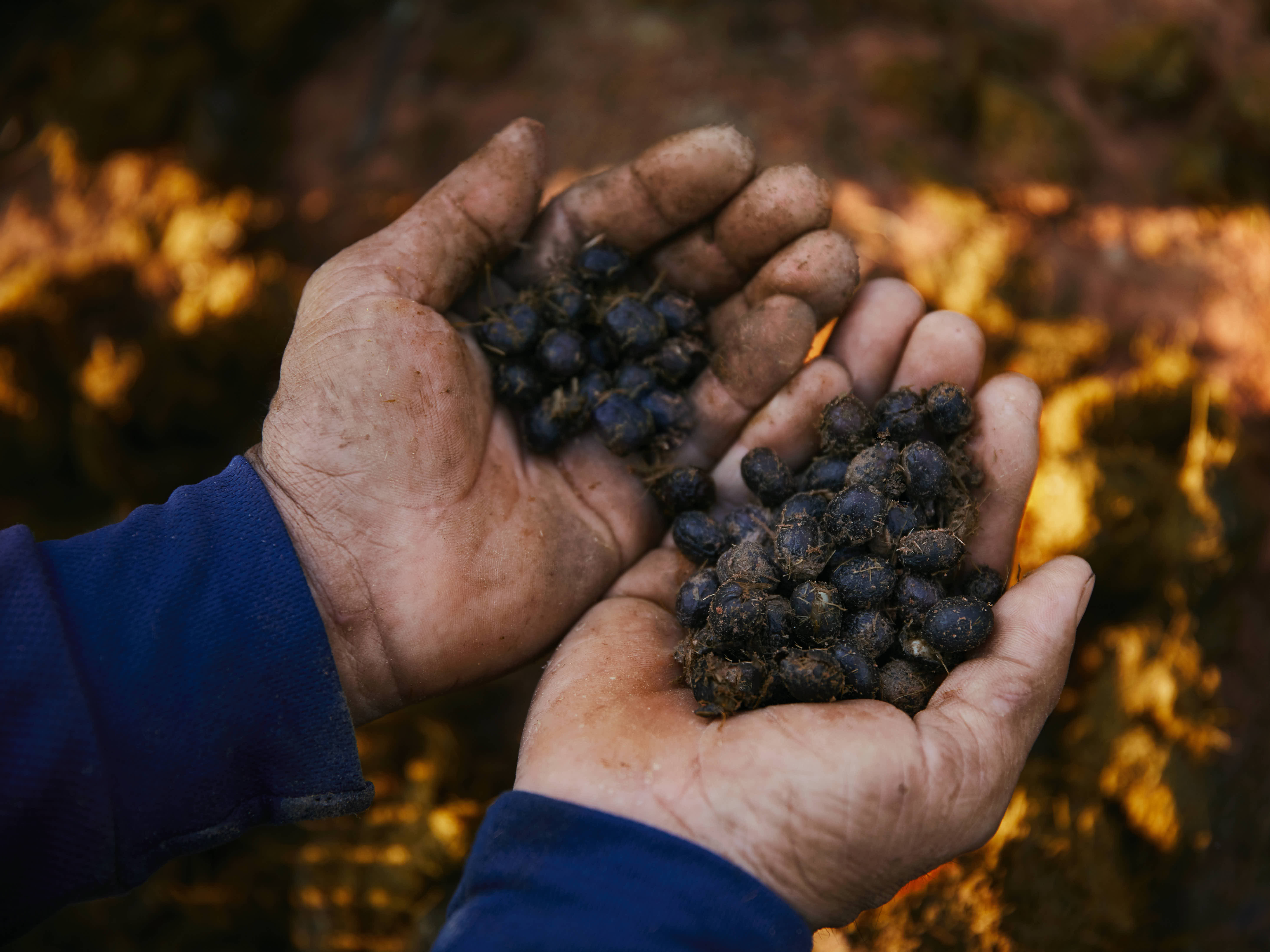
블랙 아이보리 커피 원두

블랙 아이보리 커피(영어: Black Ivory Coffee)는 태국 북부에 위치한 블랙 아이보리 커피 컴퍼니(Black Ivory Coffee Company Ltd)에서 생산하는 커피 브랜드이다. 이 커피는 아라비카 원두를 코끼리가 섭취한 뒤 배설한 것을 수거해 만들어진다. 코끼리의 소화 효소가 커피 원두의 단백질을 분해하면서 블랙 아이보리 커피 특유의 맛을 형성하게 된다. 아이보리 커피 컴퍼니는 관광 산업에서 학대받던 코끼리들을 구조하고 있다고 주장한다.

## 공급 및 가격
블랙 아이보리 커피는 세계에서 가장 비싼 커피 중 하나로, 킬로그램당 약 2,000달러(USD)에 달한다. 이 커피는 엄선된 고급 호텔에 납품되며, 한 잔에 약 50달러에 판매된다. 온라인을 통해서도 구매할 수 있다. 2021년 기준으로 생산량은 215킬로그램이었다. 블랙 아이보리 커피의 공급량은 커피 체리의 수확 가능성, 코끼리의 식욕, 씹히면서 손상되는 원두의 양, 그리고 코끼리 조련사와 그들의 아내가 온전한 원두를 얼마나 잘 회수하느냐에 따라 달라진다. 이 커피의 가격이 높은 이유 중 하나는 완제품 1kg을 생산하는 데 약 33kg(72파운드)의 생커피 체리가 필요하기 때문이다. 대부분의 원두는 코끼리가 씹거나, 부서지거나, 배설 후 수풀 속에 묻혀 회수할 수 없게 되기 때문에 실제로 회수 가능한 원두는 매우 제한적이다.

## 골든 트라이앵글 아시아 코끼리 재단
블랙 아이보리 커피는 처음에 태국 치앙센에 위치한 코끼리 보호소인 골든 트라이앵글 아시아 코끼리 재단(Golden Triangle Asian Elephant Foundation)에서 생산되기 시작했다. 이 재단은 구조된 코끼리들을 보호하고 돌보는 곳입니다. 현재는 블랙 아이보리 커피의 생산지가 골든 트라이앵글에서 태국 북동부 수린주로 이전되었다. 이 커피는 재단에 있는 약 20마리의 코끼리를 통해 생산된다. 블랙 아이보리 커피 컴퍼니는 매출의 8%를 골든 트라이앵글 아시아 코끼리 재단에 기부하며, 이 기금은 코끼리들의 건강 관리에 사용된다. 코끼리가 커피 체리를 섭취하는 것이 건강에 해롭지는 않으며, 수의학적 검사 결과 체리에서 카페인이 코끼리의 몸에 흡수되지 않는 것으로 확인되었다.

## 같이 보기
- 코피 루왁
- 판다차
- 별미